# Can't Hurry Love
Can't Hurry Love è una serie televisiva statunitense creata da Gina Wendkos e trasmessa sulla CBS. La serie ha come protagonista Nancy McKeon.

## Trama
La serie racconta le vicende di Annie, una donna di trent'anni che vive a New York e lavora all'Ufficio di Collocamento, e dei suoi tre amici: Didi, Roger ed Elliot.

## Cast
- Nancy McKeon: Annie O'Donnell
- Mariska Hargitay: Didi Edelstein
- Louis Mandylor: Roger Carlucci
- David Pressman: Elliot Tenney (1x01)
- Kevin Crowley: Elliot Tenney

## Episodi
| n° | Titolo                       | Prima TV USA      |
| -- | ---------------------------- | ----------------- |
| 1  | Pilot                        | 18 settembre 1995 |
| 2  | Truth, Dare and a Rodent     | 25 settembre 1995 |
| 3  | St. Elgin Chicks             | 2 ottobre 1995    |
| 4  | A Fish Called Gregg          | 9 ottobre 1995    |
| 5  | Not Home Alone               | 16 ottobre 1995   |
| 6  | Annie Get Your Armoire       | 23 ottobre 1995   |
| 7  | Party Chicks                 | 30 ottobre 1995   |
| 8  | The Burning Mattress         | 6 novembre 1995   |
| 9  | Three Blind Dates            | 13 novembre 1995  |
| 10 | Glove Story                  | 20 novembre 1995  |
| 11 | Daddy's Girl                 | 4 dicembre 1995   |
| 12 | A Very Kafka Christmas       | 18 dicembre 1995  |
| 13 | The Rent Strike              | 8 gennaio 1996    |
| 14 | Restless in Chelsea          | 15 gennaio 1996   |
| 15 | The Boss                     | 22 gennaio 1996   |
| 16 | Between the Lines            | 5 febbraio 1996   |
| 17 | Valentine's Day Massacred    | 12 febbraio 1996  |
| 18 | I Never Cooked for My Father | 19 febbraio 1996  |
| 19 | The Elizabeth Taylor Episode | 26 febbraio 1996  |